# Halimochirurgus centriscoides
Halimochirurgus centriscoides är en fiskart som beskrevs av Alcock 1899. Halimochirurgus centriscoides ingår i släktet Halimochirurgus och familjen Triacanthodidae. Inga underarter finns listade i Catalogue of Life.